# Gamla elverket, Umeå

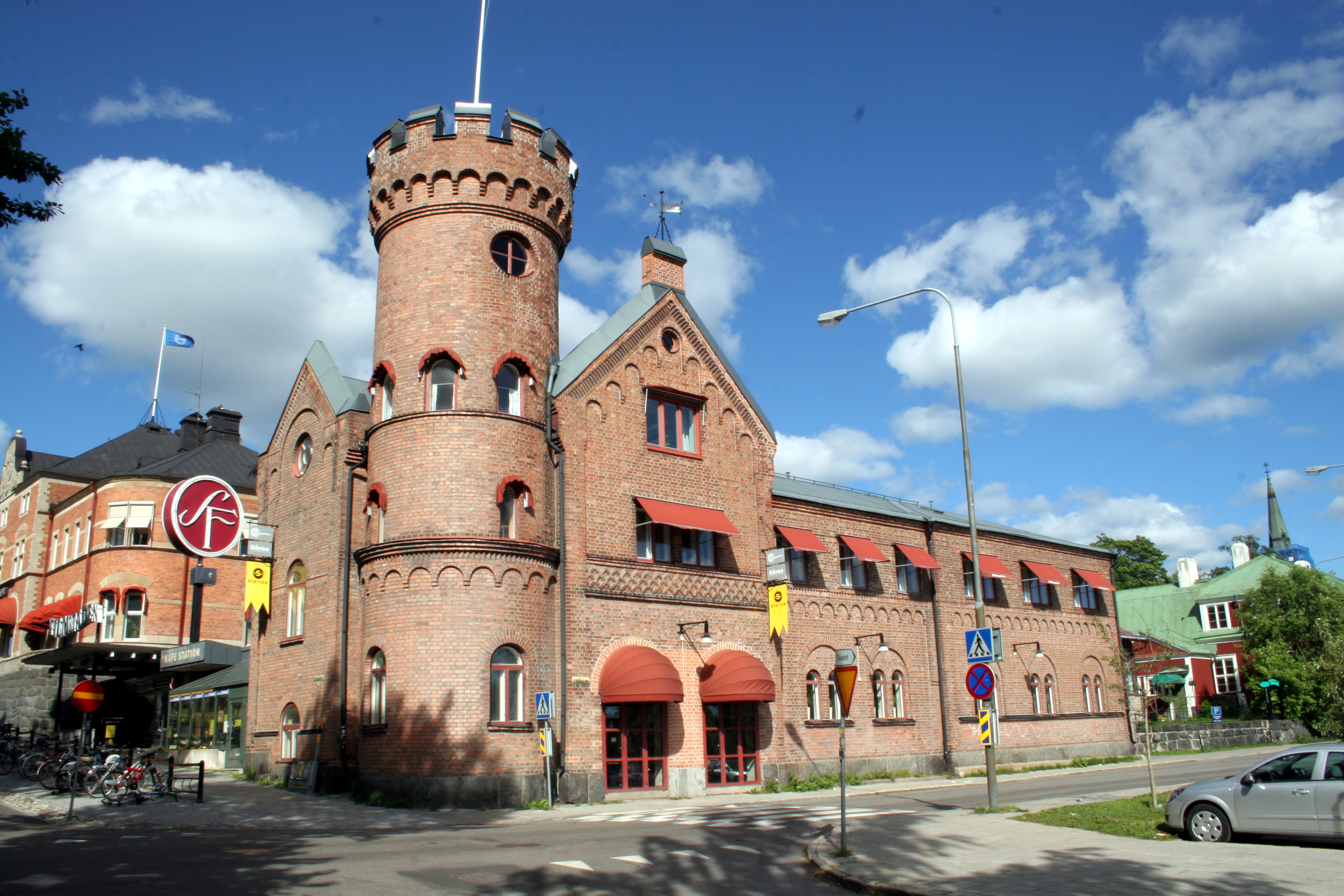
Gamla elverket 2005.

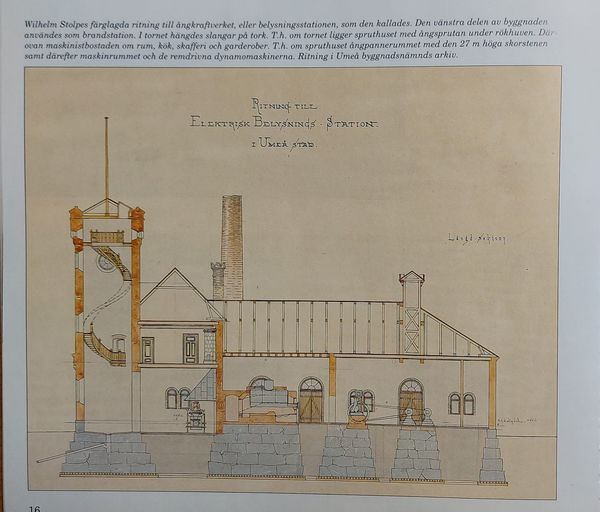
Stadsingenjör Wilhelm Stolpes ritning till Gamla elverket i Umeå, invigt 1892.

Gamla elverket är en tegelbyggnad i Umeå uppförd 1892 i medeltidsstil av stadsingenjör Wilhelm Stolpe.
Byggnaden innehöll stadens första elverk i form av ett vedeldat ångkraftverk. Strömmen som alstrades räckte till att driva 36 gatlyktor samt belysning i kyrkan och rådhuset. Då avsikten var att elverket skulle driva gatlyktorna i centrala staden valdes en så central plats som möjligt och byggnaden uppfördes därför i hörnet av Rådhusparken och Strandgatan på Östra Rådhusgatan 2 (kvarteret Ägir). 
År 1894, två år efter invigningen, utökades kapaciteten så att även privatpersoner kunde få ström till sina hus. Det krenelerade hörntornet hade inte enbart en dekorativ funktion – byggnaden inhyste även stadens brandkår som använde tornet för att torka våta tygslangar.
Elverksdriften var igång fram till 1899 då Klabböle vattenkraftverk invigdes och tog över stadens elproduktion. År 1917 flyttade brandkåren sin verksamhet till Moritzska gården. Elverksbyggnaden kom så småningom i privat ägo och på- och tillbyggdes främst under 1940-talet. 
I modernare tid har byggnaden bland annat huserat ett lokalkontor för konsultföretaget Vattenbyggnadsbyrån (sedermera Sweco) och nöjeskrogen Fat Sam. År 1996 förvärvades byggnaden av Pingstkyrkan som åren 1997–2020 drev Kafé Station i lokalerna. 